# Hospital Sant Joan de Déu de Martorell
L'Hospital Sant Joan de Déu de Martorell, també anomenat Hospital Comarcal Sant Joan de Déu, Hospital Comarcal de Martorell o simplement Hospital de Martorell, és un centre sanitari de caràcter públic situat al terme municipal de Martorell. Dona servei a les localitats de Martorell, Sant Andreu de la Barca, Pallejà, Olesa de Montserrat, Esparreguera, Abrera, Collbató, Sant Esteve Sesrovires i Castellví de Rosanes a la comarca del Baix Llobregat; Gelida i Sant Llorenç d'Hortons a l'Alt Penedès; Masquefa i El Bruc a l'Anoia; i a les urbanitzacions de Can Santeugini i Costablanca de Castellbisbal, al Vallès Occidental.

## Història
L'Hospital de Martorell fou fundat l'any 1167 en un terreny del que aleshores era l'exterior del recinte de la vila, amb el nom de Hospital Sant Joan Baptista y del Sant Crist, com un hospitium medieval. D'aquell primer edifici se'n conserva la capella de Sant Joan de Martorell d'inicis del segle xiv. L'any 1842 es va traslladar al convent dels Caputxins, i el 1862 es va aixecar un edifici nou al carrer de Lloselles.
L'any 1967 es va construir la nova i actual ubicació al barri de Buenos Aires, i l'any 2019 se'n van iniciar les obres d'ampliació.
Ha estat reconegut diverses vegades per la seva gestió hospitalària global.

## Serveis
L'hospital ofereix les especialitats mèdiques d'al·lergologia, cardiologia, dermatologia, digestologia, endocrinologia, hematologia clínica, malalties infeccioses, medicina interna, nefrologia, neurologia, oncologia mèdica, pneumologia, reumatologia, risc vascular i VIH, a més de serveis d'exploració de l'aparell digestiu, cardiologia, cirurgia vascular, ginecologia i obstetrícia, neurologia, oftalmologia, otorrinolaringologia, pediatria, pneumologia i reumatologia.